# Herb guberni piotrkowskiej
Herb guberni piotrkowskiej (ros. Герб Петроковской губернии) – zatwierdzony przez cesarza Aleksandra II 25 lutego 1869 roku herb guberni piotrkowskiej utworzonej w 1867 roku. Herb stanowiły trzy czarne wrzeciona na srebrnej francuskiej tarczy zwieńczonej imperatorską złotą koroną. Herb otaczały dwie złote gałązki dębowe splecione błękitną wstęgą orderu świętego Andrzeja.